# Pseudoyoungia sericea
Pseudoyoungia sericea là một loài thực vật có hoa trong họ Cúc. Loài này được (C. Shih) D. Maity & Maiti mô tả khoa học đầu tiên năm 2010.